# Ismaël Diomandé
Ismaël Diomandé (Abiyán, Costa de Marfil, 28 de agosto de 1992) es un futbolista marfileño que juega como centrocampista en el F. C. Petrolul Ploiești de la Liga I.

## Carrera
Diomandé nació en Costa de Marfil, pero debido a la guerra civil que se desató en el país se mudó con su familia a Bergen, Noruega, con tan sólo 2 años de edad. En Noruega aprendió a jugar al fútbol y se unió un equipo local con 6 años. Cuando tenía 8 años de edad fue descubierto por un cazatalentos del Saint-Étienne durante sus vacaciones en Francia. Después de una prueba exitosa se unió al club, donde se formó como jugador. Ya en 2010 empezó a jugar por el segundo equipo.
El 31 de agosto de 2011 debutó profesionalmente con el Saint-Étienne en un partido de la Copa de la Liga de Francia frente al Bordeaux, su equipo terminó ganando 3-1. Luego jugaría 3 partidos por la Ligue 1 2011-12.
Ya en la temporada 2012-13 tendría más protagonismo, aunque alternaría entre el equipo profesional y el segundo equipo. Participó en 7 encuentros de la Ligue 1 2012-13 y 2 de la Copa de Francia de Fútbol 2012-13. No participó en la Copa de la Liga de Francia que su equipo terminaría ganando.
En la Ligue 1 2013-14 disputó 15 encuentros. En uno de ellos, frente al SC Bastia el 29 de septiembre de 2013, donde anotaría su primer gol.

## Selección nacional
Diomandé debutó en la selección de fútbol de Costa de Marfil el 31 de mayo de 2014 en un partido amistoso preparatorio para la copa Copa Mundial de Fútbol de 2014 frente a Bosnia y Herzegovina. La semana siguiente, el 5 de junio de 2014, también jugaría otro duelo preparatorio frente a El Salvador, sus actuaciones lo llevaron a ganar un puesto entre los 23 jugadores que representarían a Costa de Marfil en el Mundial de Brasil 2014.
Debutó en una Copa Mundial de Fútbol el 24 de junio de 2014 frente a Grecia jugando 12 minutos.

### Participaciones en Copas del Mundo
| Mundial                        | Sede   | Resultado    | Partidos | Goles |
| ------------------------------ | ------ | ------------ | -------- | ----- |
| Copa Mundial de Fútbol de 2014 | Brasil | Primera fase | 1        | 0     |

## Clubes
| Club                    | País    | Año       |
| ----------------------- | ------- | --------- |
| A. S. Saint-Étienne     | Francia | 2011-2016 |
| S. M. Caen              | Francia | 2016-2019 |
| Çaykur Rizespor         | Turquía | 2019-2021 |
| Konyaspor               | Turquía | 2021      |
| Samsunspor              | Turquía | 2021-2023 |
| F. C. Petrolul Ploiești | Rumania | 2023-     |

## Palmarés

### Títulos nacionales
| Título                     | Club                | País    | Año  |
| -------------------------- | ------------------- | ------- | ---- |
| Copa de la Liga de Francia | A. S. Saint-Étienne | Francia | 2013 |

### Títulos internacionales
| Título                    | Club                         | País              | Año  |
| ------------------------- | ---------------------------- | ----------------- | ---- |
| Copa Africana de Naciones | Selección de Costa de Marfil | Guinea Ecuatorial | 2015 |